# Rhinella alata
Rhinella alata es una especie de anfibios de la familia Bufonidae.